# كثيب 2
كثيب 2: بناء سلالة (بالإنجليزية: Dune II: The Building of a Dynasty)‏ (تسمى كثيب 2: معركة أرَّاكس في أوروبا كثيب: معركة أرَّاكس في أمريكا الشمالية لمنفذ ميجا درايف على التوالي) هي لعبة استراتيجية الوقت الحقيقي صدرت عام 1992 طورتها ويستوود ستوديوز ونشرتها فيرجن إنتراكتف. وهي بمثابة تكملة للعبة كثيب (لعبة مغامرات أكثر تقليدية)، والتي صدرت في وقت سابق من نفس العام.
على الرغم من أنها لم تكن أول لعبة إستراتيجية في الوقت الفعلي، إلا أن كثيب 2 أسست الشكل الذي سيتم اتباعه لسنوات قادمة. وعلى هذا النحو، فإن كثيب 2 هي لعبة إستراتيجية في الوقت الحقيقي النموذجية. من خلال إيجاد التوازن بين التعقيد والإبداع، كانت نجاحًا كبيرًا وأرست الأساس لأيج أوف إمبايرز وووركرافت ولعبة الإستراتيجية اللاحقة كوماند أند كنكر من ويستوود ستوديوز والعديد من ألعاب إستراتيجية الوقت الفعلي الأخرى التي تلتها.

## وصلات خارجية
- دون 2 على موقع IMDb (الإنجليزية)
- دون 2 على موقع الموسوعة البريطانية (الإنجليزية)
- Dune II: The Building of a Dynasty guide في موقع ستراتيجي ويكي (بالإنجليزية)
- كثيب الثاني: بناء سلالة على موبي غيمز (بالإنجليزية)
- كثيب الثاني: بناء سلالة على موسوعة الخيال العلمي (بالإنجليزية)